# Palladium na uhlíku
Palladium na uhlíku, zkráceně Pd/C, je forma palladia používaná jako katalyzátor. Kov je nanesen na aktivním uhlí, aby měl co největší povrch a aktivitu.

## Použití

### Hydrogenace
Palladium na uhlíku se používá v organické syntéze jako katalyzátor hydrogenací; jako příklady lze uvést reduktivní aminace, redukce karbonylových sloučenin, nitrosloučenin, a iminů a Schiffových zásad, a debenzylační reakce.

### Hydrogenolýzy
Palladium na uhlíku je častým katalyzátorem hydrogenolýz, reakcí využitelných mimo jiné i k odstraňování chránicích skupin. Nejobvyklejšími substráty jsou benzylethery:
Pd/C lze použít i na štěpení dalších nestálých skupin.

### Párovací reakce
Palladium na uhlíku je také vhodné pro párovací reakce, například Suzukiovy a Stilleovy.

## Příprava
Roztok chloridu palladnatého v kyselině chlorovodíkové se smíchá s vodnou suspenzí aktivního uhlíku, následně se dvojmocné palladium redukuje po přidání formaldehydu.
Množství používaného palladia bývá mezi 5 a 10 molárními %. Směs katalyzátorů se často uchovává vlhká.